# Joe Penny
Joseph Edward Penny Jr. (n. 24 iunie 1956, Londra, Anglia, Regatul Unit) este un actor american de origine engleză cunoscut pentru rolurile lui Nick Ryder din serialul Riptide⁠(d) (1984 -1986) și Jake Styles din serialul CBS Jake și Grăsanul (1987-1992).

## Biografie
Penny s-a născut în Uxbridge, Londra dintr-un tată american, Joseph Edward Penny Sr., și dintr-o mamă italiană. A copilărit în Marietta, Georgia⁠(d), Statele Unite. După ce părinții săi au divorțat, s-a mutat în California împreună cu mama sa. A urmat Liceul Marina⁠(d) din Huntington Beach⁠(d), California, unde a jucat fotbal și baschet.

### Cariera
După ce și-a început cariera cu un rol minor în Forever Fernwood⁠(d) în 1977, Penny a apărut în numeroase filme și seriale de televiziune, inclusiv în roluri principale precum cele din Riptide și Jake și Grăsanul. De asemenea, a avut roluri episodice în multe emisiuni de televiziune, inclusiv în Touched by an Angel⁠(d), T. J. Hooker⁠(d), Vega$⁠(d), Matt Houston⁠(d), Lou Grant⁠(d), CHiPs⁠(d), Flamingo Road⁠(d), Clanul Soprano, Diagnostic: Crimă!⁠(d), Matlock⁠(d), Walker, polițist texan, Archie Bunker's Place⁠(d), Al 7-lea cer, Tucker's Witch⁠(d), Pulsul orașului⁠(d), The Gangster Chronicles⁠(d) și CSI - Crime și Investigații. În 2005, a jucat împreună cu Lea Thompson în serialul misterios Jane Doe⁠(d) de pe Hallmark Channel.

## Filmografie

### Filme
| An   | Titlu              | Rol                     | Note            |
| ---- | ------------------ | ----------------------- | --------------- |
| 1978 | Our Winning Season | Dean Berger             |                 |
| 1981 | Bloody Birthday    | Mr. Harding             |                 |
| 1981 | S.O.B.             | Officer Phil Buchwald   |                 |
| 1981 | Gangster Wars      | Benjamin "Bugsy" Siegel |                 |
| 1981 | Lifepod            | G.W. Simmons            |                 |
| 1999 | BitterSweet        | Carl Peckato            | Direct-to-video |
| 1999 | Jack of Hearts     | Arden Cook              |                 |
| 2000 | The Prophet's Game | Walter Motter           |                 |
| 2001 | The Little Unicorn | Tiny                    | Direct-to-video |
| 2016 | The Last Night Inn | Sam                     |                 |

### Filme de televiziune
| An   | Titlu                                        | Rol                  |
| ---- | -------------------------------------------- | -------------------- |
| 1977 | Delta County, U.S.A.                         | Joe Ed               |
| 1978 | Deathmoon                                    | Rick Bladen          |
| 1979 | The Girls in the Office                      | Beau Galloway        |
| 1980 | The Gossip Columnist                         | Paul Cameron         |
| 1986 | Perry Mason: The Case of the Shooting Star   | Robert McCay         |
| 1987 | Blood Vows: The Story of a Mafia Wife        | Edward Moran         |
| 1987 | Roses Are for the Rich                       | Lloyd Murphy         |
| 1988 | A Whisper Kills                              | Dan Walker           |
| 1990 | The Operation                                | Dr. Ed Betters       |
| 1992 | The Danger of Love: The Carolyn Warmus Story | Michael Carlin       |
| 1994 | Terror in the Night                          | Lonnie Carter        |
| 1994 | The Disappearance of Vonnie                  | Ron Rickman          |
| 1995 | Young at Heart                               | Michael Garaventi    |
| 1996 | Double Jeopardy                              | John Dubroski        |
| 1996 | She Woke Up Pregnant                         | Dr. Roger Nolton     |
| 1997 | Family of Cops II                            | Ben Fein             |
| 1997 | Stranger in My Home                          | Ned Covington        |
| 1999 | Family of Cops III: Under Suspicion          | Ben Fein             |
| 2002 | Two Against Time                             | George Tomich        |
| 2002 | The Red Phone: Manhunt                       | Jack Darrow          |
| 2003 | The Red Phone: Checkmate                     | Jack Darrow          |
| 2005 | Vanishing Act                                | Frank Darnell        |
| 2005 | Now You See It, Now You Don't                | Frank Darnell        |
| 2005 | Til Death Do Us Part                         | Frank Darnell        |
| 2005 | The Wrong Face                               | Frank Darnell        |
| 2006 | Yes, I Remember It Well                      | Frank Darnell        |
| 2006 | The Harder They Fall                         | Frank Darnell        |
| 2007 | Ties That Bind                               | Frank Darnell        |
| 2007 | Reign of the Gargoyles                       | Major John Gustafson |
| 2007 | How To Fire Your Boss                        | Frank Darnell        |
| 2008 | Eye of the Beholder                          | Frank Darnell        |
| 2011 | Betrayed at 17                               | John Taylor          |

### Seriale
| An        | Titlu                               | Rol                           | Note                                             |
| --------- | ----------------------------------- | ----------------------------- | ------------------------------------------------ |
| 1977      | The Hardy Boys/Nancy Drew Mysteries | Brandon                       | Episodul: "The Mystery of Pirate's Cove"         |
| 1977      | Forever Fernwood                    | Sal DiVito                    | 8 episoade                                       |
| 1978      | CHiPs                               | Officer Brent Delaney         | Episodul: "Flashback!"                           |
| 1978      | Mother, Juggs & Speed               | Speed                         | Episodul-pilot                                   |
| 1979      | Samurai                             | Lee Cantrell                  | Episodul-pilot                                   |
| 1979      | Lou Grant                           | Dave Tynan                    | Episodul: "Cop"                                  |
| 1980      | Paris                               | Mike Fitz                     | Episodul: "Fitz's Boys"                          |
| 1980      | Homefront                           | Rocco Spinelli                | Episodul-pilot                                   |
| 1981      | The Gangster Chronicles             | Benjamin "Bugsy" Siegel       | 13 episoade                                      |
| 1981      | Flamingo Road                       | Nick Walker                   | Episodul: "The Hostages" (Parts 1 & 2)           |
| 1981      | Vega$                               | Nickie Andreas                | Episodul: "The Andreas Addiction"                |
| 1983      | Tucker's Witch                      | Justin St. Peter              | Episodul: "Dye Job"                              |
| 1983      | Archie Bunker's Place               | Rick Baxter                   | Episodul: "I'm Torn Here"                        |
| 1983      | Savage: In the Orient               | Det. Peter Savage             | Episodul-pilot                                   |
| 1983      | Lottery!                            | Douglas Matson                | Episodul: "Denver: Following Through"            |
| 1983      | Matt Houston                        | Eric Jason                    | Episodul: "The Centerfold Murders"               |
| 1983      | T.J. Hooker                         | Miles Dickson                 | Episodul: "The Cheerleader Murder"               |
| 1984–1986 | Riptide                             | Nick Ryder                    | 56 de episoade                                   |
| 1986–1990 | Matlock                             | Paul Baron                    | 3 episoade                                       |
| 1986      | The Twilight Zone                   | Ricky Frost                   | Episodul: "The Convict's Piano"                  |
| 1987–1992 | Jake and the Fatman                 | Det. Jake Styles              | 106 episoade                                     |
| 1995      | Touched by an Angel                 | Zack Bennett                  | Episodul: "Trust"                                |
| 1998      | Diagnosis: Murder                   | Det. Reggie Ackroyd           | Episodul: "The Last Resort"                      |
| 1999      | Twice in a Lifetime                 | Flash Jericho / David Lazarus | Episodul: "Blood Brothers"                       |
| 1999      | Walker, Texas Ranger                | Sonny Tantero                 | Episodul: "Suspicious Minds"                     |
| 2000      | Chicken Soup for the Soul           | David                         | Episodul: "The Surprise"                         |
| 2000      | The Sopranos                        | Victor Musto                  | 2 episoade                                       |
| 2002      | Boomtown                            | Les Van Buren                 | Episodul: "Insured by Smith & Wesson"            |
| 2003      | 7th Heaven                          | Nick                          | Episodul: "Baggage"                              |
| 2005      | Threshold                           | Robert Sprague                | Episodul: "Shock"                                |
| 2007      | CSI: Crime Scene Investigation      | Jack Oakley                   | Episodul: "The Good, the Bad and the Dominatrix" |
| 2008      | Days of Our Lives                   | Martino Vitali                | 6 episoade                                       |
| 2008      | CSI: Miami                          | Travis Drake                  | Episodul: "Wrecking Crew"                        |
| 2009–2010 | Cold Case                           | Hank Butler                   | 3 episoade                                       |